# Kahla

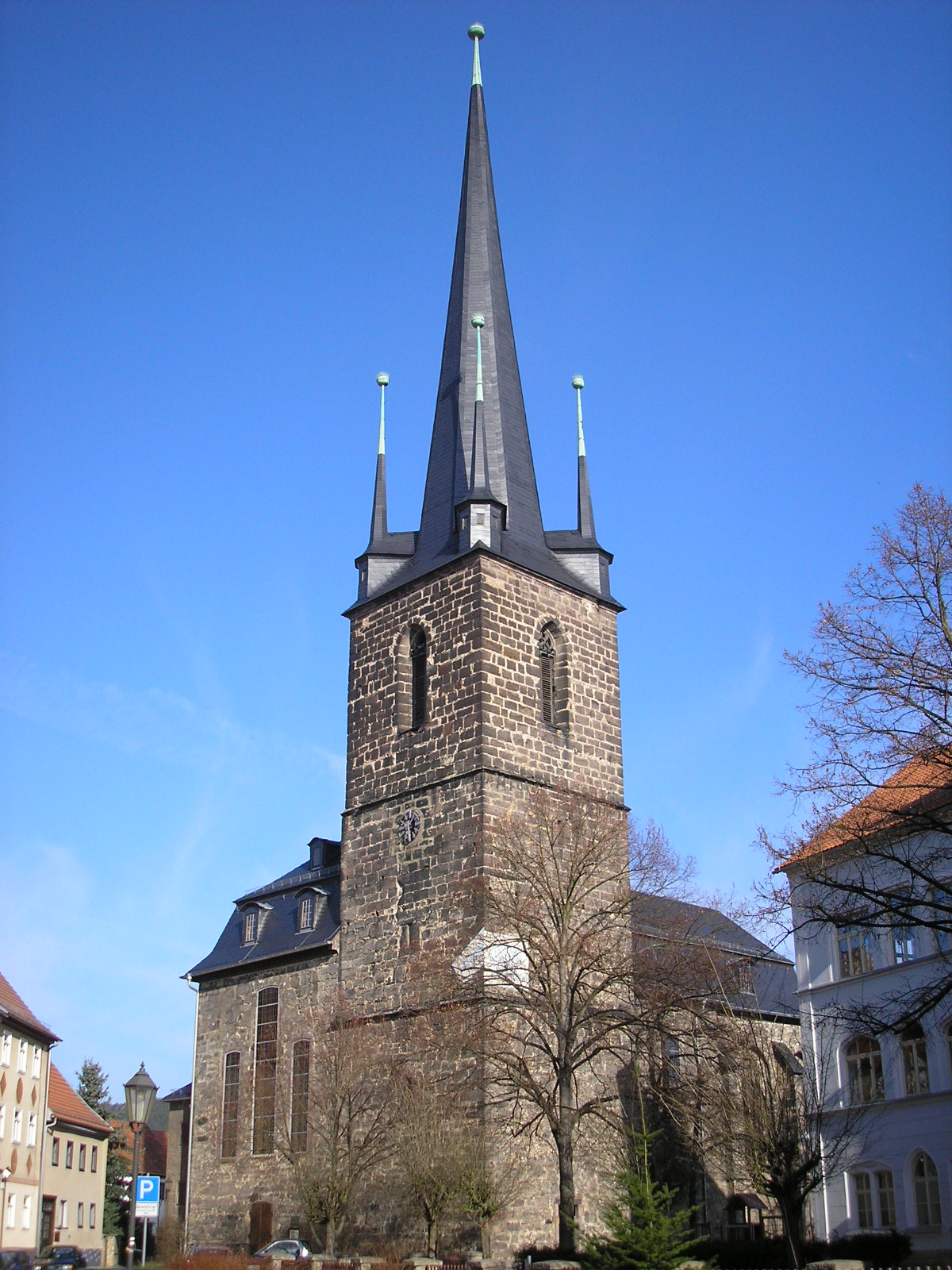
Stadtkirche Kahla (2008)

Kahla ist eine Kleinstadt im mittleren Saaletal, südlich von Jena. Kahla ist Sitz der Verwaltungsgemeinschaft Südliches Saaletal, selbst aber kein VG-Mitglied.

## Geografie
Kahla erstreckt sich über Höhenlagen zwischen 160 und 180 m ü. NN.

### Nachbargemeinden
Angrenzende Gemeinden sind Altenberga, Bibra, Großeutersdorf, Großpürschütz, Kleineutersdorf, Lindig, Schöps und Seitenroda.

## Geschichte

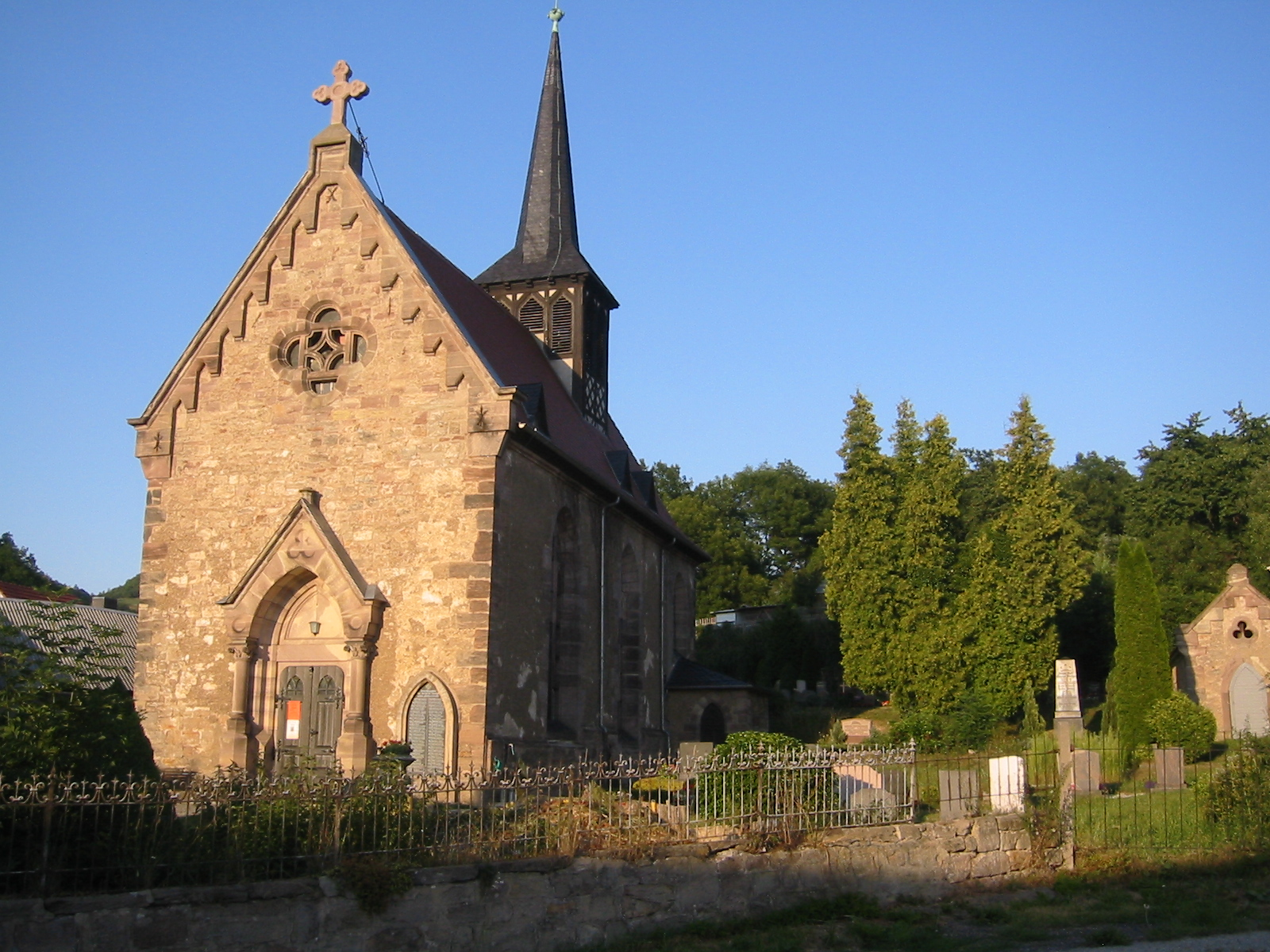
Kirche in Kahla-Löbschütz

Unter dem Namen Calo wird der Ort 876 zum ersten Mal urkundlich erwähnt. Die Burg Kahla befand sich in der heutigem Altstadt von Kahla auf einem nach Norden gerichteten Sporn des Umlaufberges der Saale im Bereich der Mündung des Reinstädter Baches. In Kahla kreuzte damals die „Hohe Straße“ aus Richtung Westen kommend am Beckerskirchhof vorbei über die Wüstung Weißacker, den Hornissenberg und den Kaltenberg streifend, die Saale überquerend, Richtung Süden und Westen weiterführend. 1184 nannte man einen Ritter Gottschalk von Kale. Er war wohl dem Grafen von Weimar-Orlamünde untergeordnet und hatte auf der Burg Kahla seinen Sitz. 1283 saßen die Herren von Lobdeburg-Leuchtenburg in der Veste. Kurz danach wurde die Stadt planmäßig gegründet. Zwischen 1283 und 1333 erhielt Kahla die Stadtrechte. Ab 1333 gehörten Burg, Stadt und Land zur Grafschaft Schwarzburg. Nach dem Grafenkrieg (1346–1349) war das Gebiet dem Thüringer Landgrafen untergeordnet. 1441 wird die Burg letztmals urkundlich genannt. Bauliche Überreste sind noch nicht gefunden worden. Auf dem Platz der Burg steht die Kirche.
Ein schwerer Brand von 1345 vernichtete alle Urkunden. Nach einem weiteren Brand von 1520 wurde die Stadt wieder aufgebaut und blieb in ihrer Baustruktur weitgehend erhalten.
Während der Reformation und den Bauernkriegen war Kahla im protestantischen Lager. 1523 fielen die religiösen Kunstwerke der Margarethenkirche einem Bildersturm zum Opfer. 1524 predigte der Reformator Martin Luther auch in Kahla.
1632 wurde in Kahla im Dreißigjährigen Krieg geplündert.
1718 war ein Verstoß gegen die Biermeile zwischen den Bürgern von Kahla und Orlamünde Anlass zu einer Bierschlacht mit Verwundungen.
1843/44 begann in Kahla die Herstellung von Porzellan, ein Wirtschaftszweig, der noch existiert. Die Kahla/Thüringen Porzellan GmbH ist inzwischen noch einer der wichtigsten Arbeitgeber und macht den Namen der Stadt weit über die Grenzen Thüringens hinaus bekannt.
Um 1920 wurde die Gemeinde Löbschütz nach Kahla eingemeindet.
1925 fand zwischen Jena und Kahla die erste UKW-Übertragung der Welt durch Professor Abraham Esau statt.

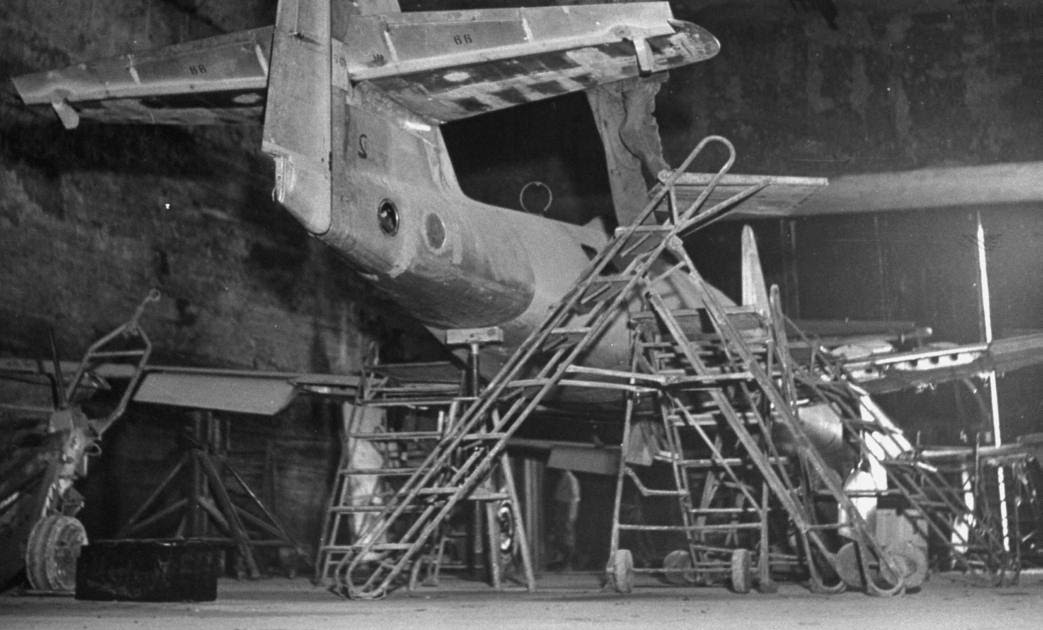
1945: Unterirdische Herstellung von Flugzeugen

Während des Zweiten Weltkrieges mussten mindestens 156 Kriegsgefangene aus Frankreich sowie Frauen und Männer aus der Ukraine in örtlichen Unternehmen und Einrichtungen Zwangsarbeit verrichten: in der Porzellanfabrik, im Sägewerk Otto, in der Eisengießerei Moser, in der Stadtverwaltung, bei der Firma Müller & Guhlmann und bei der Firma Gustav Vogelsang. 1944/45 wurde in der Umgebung von Kahla eines der unterirdischen Rüstungsprojekte, die REIMAHG, realisiert. Im Walpersberg entstanden 150.000 m² Produktionsfläche. 12.000 Zwangsarbeiter wurden für dieses Projekt aus ihren Heimatländern nach Deutschland verschleppt. Die ersten von ihnen wurden im eigens eingerichteten Reichsarbeitsdienstlager Kahla Th. in Kahla untergebracht. In der REIMAHG sollte der Strahljäger Messerschmitt Me 262 in Serie gebaut werden. Es konnten jedoch nur wenige fertiggestellt werden. Die Arbeitsbedingungen führten zu etwa 650 Opfern der Zwangsarbeit, die auf einem eigenen Friedhof oberhalb des Friedhofs an der Bachstraße begraben wurden; die meisten von ihnen waren Italiener. Im Leubengrund an der Straße von Kahla-Löbschütz nach Lindig wurde 1974 eine zentrale Gedenkstätte für alle Opfer der REIMAHG errichtet, deren genaue Zahl (schwankend zwischen 2000 und 6000, wahrscheinlich ist jedoch eine Zahl von 2000) vermutlich nicht mehr ermittelt werden kann.

### Einwohnerentwicklung
Entwicklung der Einwohnerzahl (ab 1960: jeweils 31. Dezember):  Datenquelle ab 1994: Thüringer Landesamt für Statistik
| - 1831: 2.337 - 1890: 3.555 - 1933: 7.540 - 1939: 7.665 - 1960: 8.599 - 1995: 8.189 | - 2000: 7.666 - 2005: 7.425 - 2010: 7.272 - 2015: 6.940 - 2020: 6.756 |

## Politik

### Stadtrat
Seit der Kommunalwahlen in Thüringen 2024 sind die Sitze im Stadtrat von Kahla wie folgt verteilt:

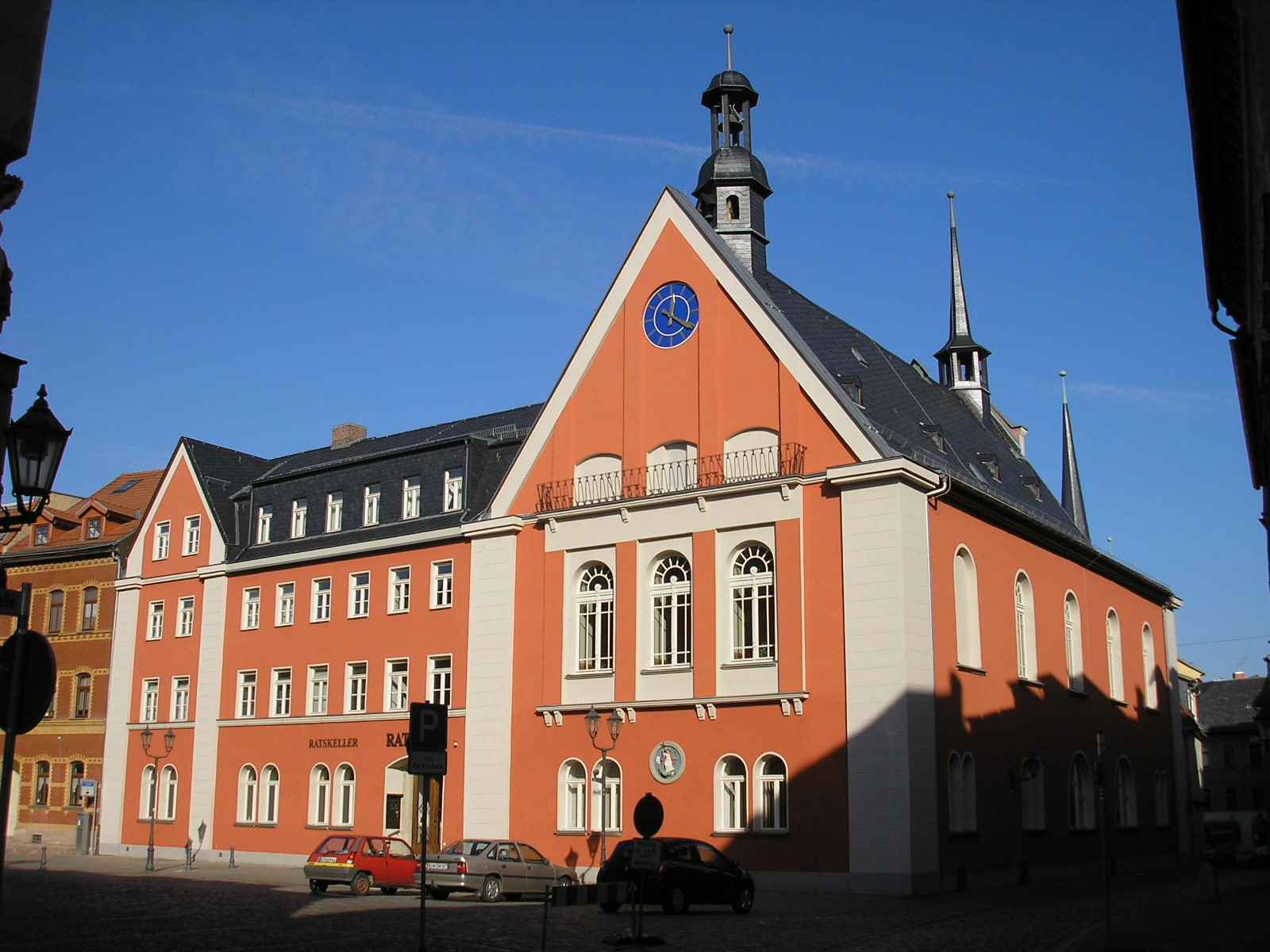
Rathaus

| Partei / Liste | Sitze | Stimmenanteil |
| Freie Wähler   | 6     | 29,9 %        |
| AFD            | 5     | 23,4 %        |
| CDU            | 3     | 15,9 %        |
| GfK*           | 3     | 15,2 %        |
| SPD            | 2     | 08,4 %        |
| Die Linke      | 1     | 07,1 %        |

* Gemeinsam für Kahla

### Bürgermeister
Im Mai 2012 wurde die Rechtsanwältin Claudia Nissen von der Linken zur Bürgermeisterin gewählt. Sie bekam 51,5 Prozent der Stimmen, Mitbewerber Steve Ringmayer von der CDU 48,5 Prozent.
Zuvor war Bernd Leube 22 Jahre Bürgermeister gewesen.
Bei der Kommunalwahl im April 2018 wurde Jan Schönfeld (Freie Wähler Kahla) zum Bürgermeister gewählt. 2024 wurde Schönfeld mit 87,8 Prozent der Wählerstimmen in seinem Amt bestätigt.

### Rechtsextremismus
Nachdem die Neonazi-Szene aus dem nahen Jena weitgehend verdrängt wurde, entwickelte sich Kahla zu einem Schwerpunkt rechtsextremistischer und neonazistischer Betätigung in Thüringen. Neonazis besitzen mehrere Immobilien in der Stadt. Laut der Koordinierungs- und Kontaktstelle für das Programm gegen Fremdenfeindlichkeit, Rechtsextremismus, Antisemitismus und Intoleranz in Jena hätten Neonazis in Kahla die „kulturelle Hegemonie“ errungen.

### Wappen
Beschreibung: „In Silber die heilige Margarethe in rotem Ober- und weißem Untergewand mit goldener Krone auf dem Haupt, goldenem Heiligenschein, goldenem Gürtel, mit dem rechten Fuß stehend auf einem grünen geflügelten Drachen mit rot ausschlagender Zunge, einen weißen Kreuzstab in der rechten Hand, welchen sie in den Rachen des Drachen stößt, beseitet links von einem sechsstrahligen goldenen Stern und rechts in ungefährer Mitte des Stabes von dem Schwarzburgischen Wappen (in Blau ein goldener, gekrönter, aufspringender, rechtsgewendeter Löwe).“

### Städtepartnerschaften
Seit 1991 besteht eine Partnerschaft mit der Stadt Schorndorf in Baden-Württemberg, seit 2021 eine Partnerschaft mit der italienischen Stadt Castelnovo ne’ Monti.

## Kultur, Sehenswürdigkeiten und Geologie
- Fast vollständig erhaltene mittelalterliche Stadtmauer aus dem 14. Jahrhundert. Nach dem Grafenkrieg 1345 wurde die Stadtbefestigung verstärkt: sie bestand damals aus drei Toren, sechs Türmen und zwei Pforten. Von den Türmen ist u. a. der Marterturm (im Volksmund auch „Löfflerturm“ genannt) erhalten geblieben.
- Viele alte Ackerbürgerhäuser und zahlreiche, schmale Durchgänge und Treppen, welche die Innenstadt mit dem übrigen Stadtgebiet verbinden
- Spätmittelalterliche Stadtkirche St. Margarethen aus dem 15. Jahrhundert, die Taufkirche Johann Walters, mit komplett erhaltenem vorreformatorischen Vierergeläut
- katholische Kirche St. Nikolaus von 1486
- Stadtmuseum
- Dohlenstein, ein 352 m hoher Kalkfelsen, dessen Felsabbrüche in vergangenen Jahrhunderten immer wieder den Lauf der Saale veränderten und so das Landschaftsbild prägten. Die geologischen Verhältnisse im mittleren Saaletal haben die Stadt vielseitig geprägt.

### Gedenkstätten
Eine Todesmarsch-Stele in der Gemarkung Kahla-Löbschütz erinnert seit 1985 an die Opfer des Todesmarsches von Häftlingen des KZ Buchenwald, die im Frühjahr 1945 durch den Ort getrieben wurden.

## Wirtschaft und Infrastruktur

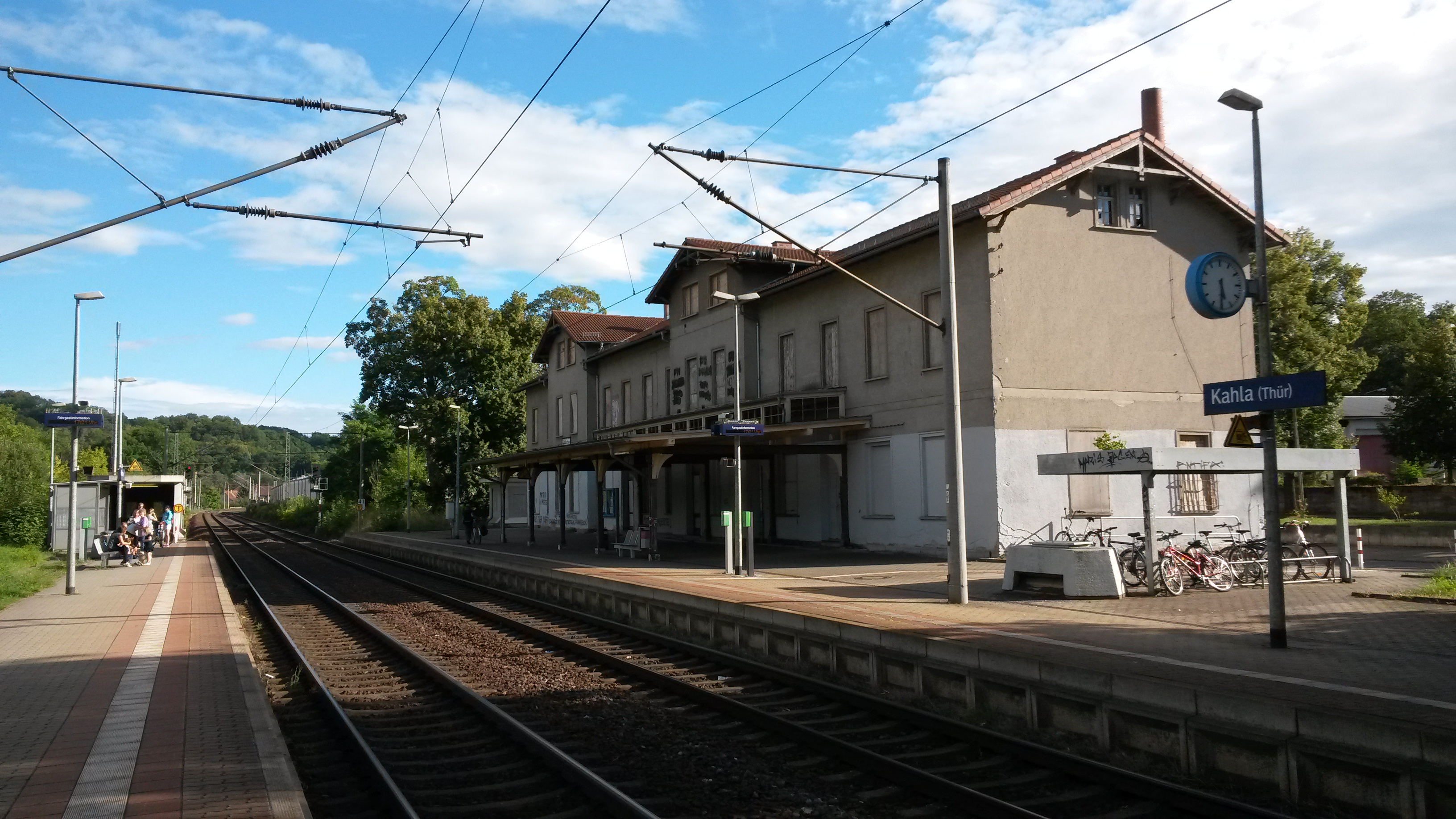
Bahnhof Kahla (Thür), 2016

Kahla war und ist ein bedeutender Industrie- und Wirtschaftsstandort. Das wohl bekannteste Unternehmen ist Kahla/Thüringen Porzellan.
Die Griesson-de-Beukelaer-Gruppe hat in Kahla den größten ihrer Produktionsstandorte; seit Februar 2018 wird eine neue Produktionsanlage für die Prinzen Rolle gebaut.
Kahla liegt an der Bundesstraße 88 (Eisenach–Naumburg). Der Bahnhof Kahla (Thür) liegt an der Bahnstrecke Großheringen–Saalfeld, die 1874 von der Saal-Eisenbahn-Gesellschaft eröffnet wurde. Der Saale-Radweg führt am Ostufer der Saale an Kahla vorbei.

## Persönlichkeiten

### Ehrenbürger
- Paul von Hindenburg (1847–1934), Generalfeldmarschall[16]

### Personen, die in Kahla geboren wurden
- Johann Walter (1496–1570), Komponist, Liederdichter, Berater Martin Luthers für Kirchengesang
- Thomas Naogeorg (1508–1563), neulateinischer Dramatiker, Theologe, Pamphletist und Reformator
- Stephan Riccius (1512–1588), Theologe und Reformator
- Christoph Gundermann (1549–1622), lutherischer Theologe aus Kahla
- Johann Appelius  (1640–1726), Pfarrer, Hofprediger, Militärgeistlicher gestorben in Kahla
- Georg Grübel (1647–1698), Leibmedicus am Hof zu Dresden und Mitglied der Gelehrtenakademie „Leopoldina“
- Friedrich Christian Günther (1726–1774), Ornithologe
- Christian Deegen (1798–1888), erster deutscher Dahlienzüchter
- Moritz Gröbe (1828–1891), Bauunternehmer in Industrieller in Böhmen
- Richard Löber (1828–1907), lutherischer Theologe
- Paul Günther Lorentz (1835–1881), Botaniker
- Moritz Seidel (1836–1912), Mediziner, Internist und Pharmakologe in Jena
- Karl Lange (1849–1924), Pädagoge und Bezirksschulinspektor
- Paul Rudolph (1858–1935), Physiker
- Otto Dobenecker (1859–1938), Pädagoge, Diplomatiker und thüringischer Historiker
- Wilhelm Bauer (1889–1969), Pädagoge, Redakteur und evangelisch-lutherischer Kirchenrat der Deutschen Christen
- Willy Völker (1889–1973), Fußballspieler
- Eugen Walter Büttner (1907–1975), SS-Angehöriger; Lagerführer verschiedener Nebenlager des KZ Natzweiler-Struthof
- Lothar Zitzmann (1924–1977), Maler
- Konrad Schwalbe (1927–2004), Dramaturg, Autor, Filmwissenschaftler und Hochschulrektor
- Regina Schulz (* 1948), Politikerin (SED, PDS, Linkspartei)
- Gert Meißner (* 1949), Ingenieur und Politiker (FDP)
- Bernd Jäger (* 1951), Geräteturner

### Personen, die vor Ort gewirkt haben
- Paul Rebhun (1505–1546), Schriftsteller und Reformator, zwischen 1529 und 1535 Lehrer in Kahla
- Thomas Naogeorg (1508–1563), Theologe und Reformator, lebte in den 1540er Jahren vorübergehend in Kahla
- Martin Mirus (1532–1593), lutherischer Theologe, 1572 Pfarrer in Kahla
- Carl Ferdinand Wilhelm Walther (1811–1887), evangelischer Theologe, arbeitete zwischen 1833 und 1837 in Kahla als Hauslehrer
- Luise Glaß (1857–1932), Schriftstellerin, lebte mehrere Jahre in Kahla
- Georg Spillner (1908–1998), bekannt als Musikclown NUK, lebte in Kahla[17][18]
- Karl-Heinz Hoffmann (* 1937), Rechtsextremist, wuchs in Kahla auf, zeitweilig waren größere Teile der Kahlaer Innenstadt, darunter ein Dutzend Häuser, in seinem Besitz
- Wolfgang Nieblich (* 1948), Maler und bildender Künstler, wuchs in Kahla auf
- Ingo Walther (* 1969), Fußballspieler, von 1986 bis 1997 beim SV 1910 Kahla
- Pierre Geisensetter (* 1972), Fernsehmoderator, lebte bis 1982 in Kahla[19]
- Ron Winkler (* 1973), Schriftsteller, lebte bis 1995 in Kahla